# Friheten vår lösen

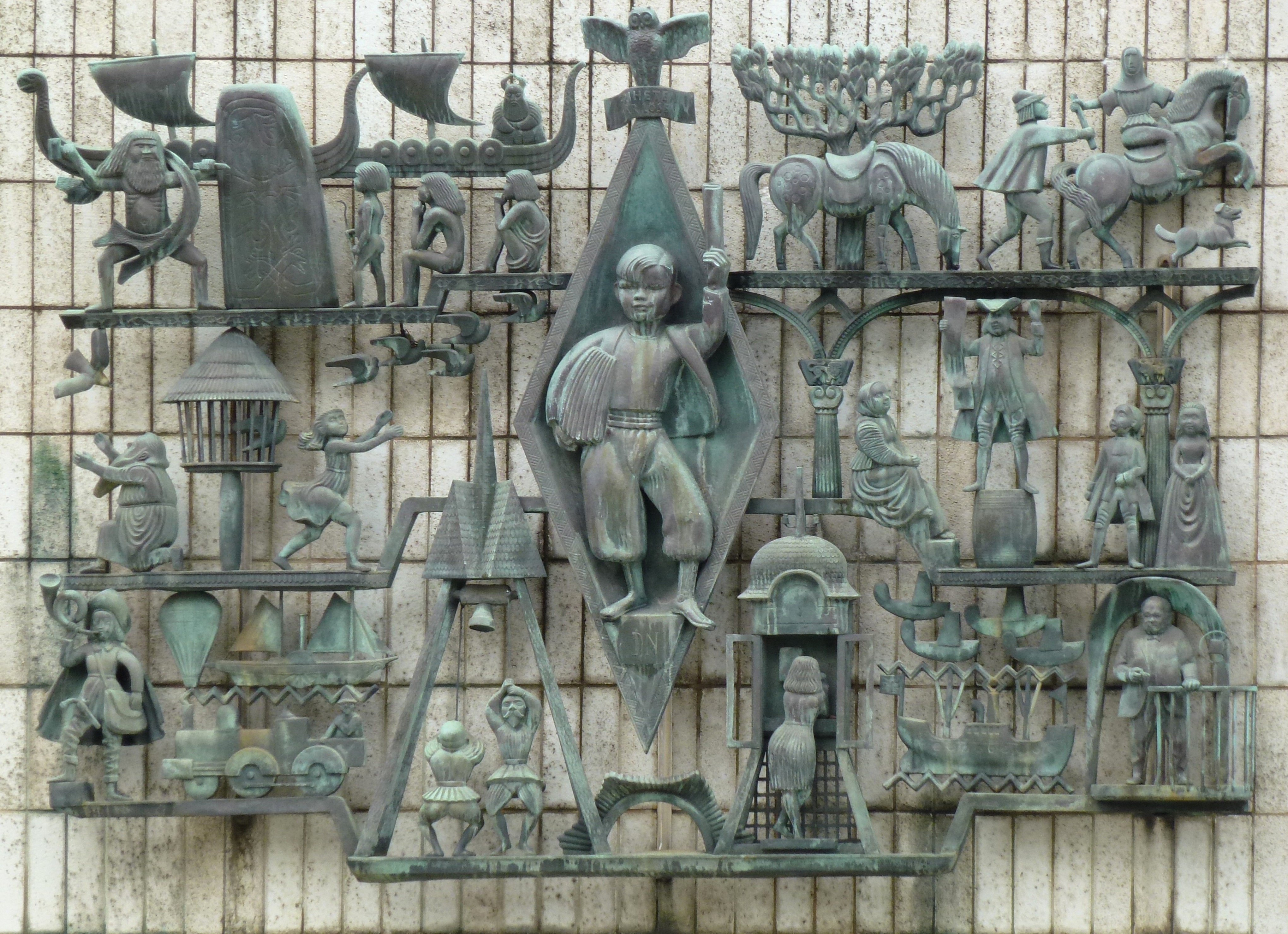
Friheten vår lösen

Friheten vår lösen är en skulptur vid Rålambsvägen 17 på Kungsholmen i Stockholm. Verket skapades 1951 av Stig Blomberg för Dagens Nyheter. 
"Friheten vår lösen" är ett citat ur Dagens Nyheters första nummer som utkom  den 23 december 1864. Där skrev tidningens grundare Rudolf Wall bland annat: "Men såväl under som bredvid skämtet är det redaktionens afsigt att med allvar behandla tidens och landets stora frågor, om än i allmänhet i kortare uppsatser. I alla dessa frågor är friheten vår lösen och vårt mål."
"Friheten vår lösen" i Stig Blombergs tolkning skapades 1951 och visar en tidningspojke med en bunt tidningar under armen, omgiven av ett stort antal mindre motiv som har kommunikation genom historien som gemensam nämnare. Här syns bland annat två vikingaskepp och en runsten, en kvinna talande i telefon, brevduvor på väg, en man med posthorn, en klocka i en klockstapel som ringer och en medeltida man som läser en kungörelse medan folket lyssnar. Över tidningspojken breder den kloka ugglan ut sina vingar på en banderoll med texten "Friheten vår lösen". Längst ner till höger syns en person som liknar politikern Winston Churchill med sin cigarr talande i mikrofon, men det skulle lika gärna kunna föreställa Herbert Tingsten, DN:s chefredaktör mellan 1946 och 1959. 
Konstverket är tillverkat i koppar och satt ursprungligen utanför DN:s gamla huvudkontor vid Klara västra kyrkogata 6. När tidningen 1964 flyttade till DN-skrapan i Marieberg följde Blombergs skulptur med och monterades på en vit klinkervägg intill Rålambsvägen.

## Detaljer

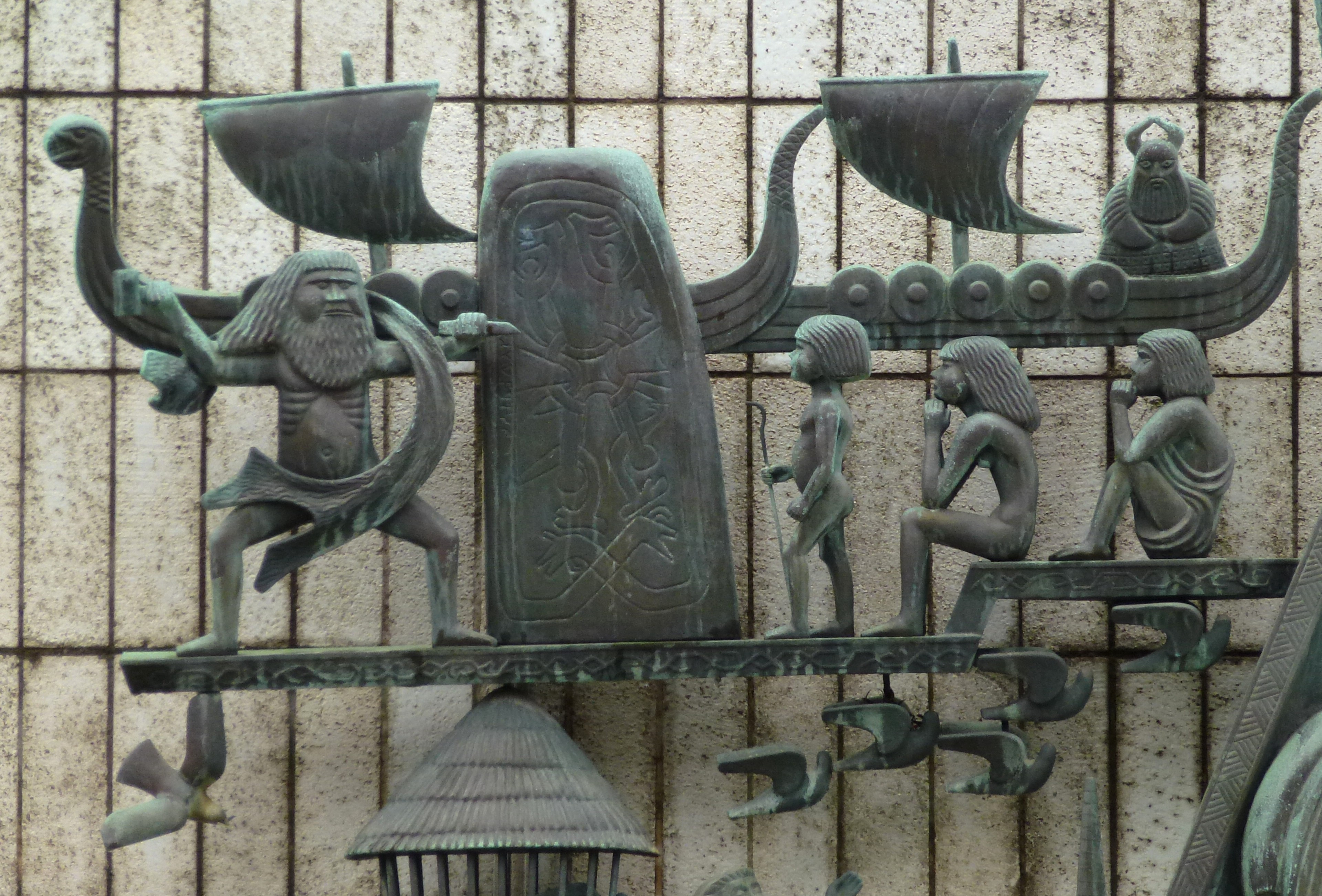
Vikingaskepp och runsten
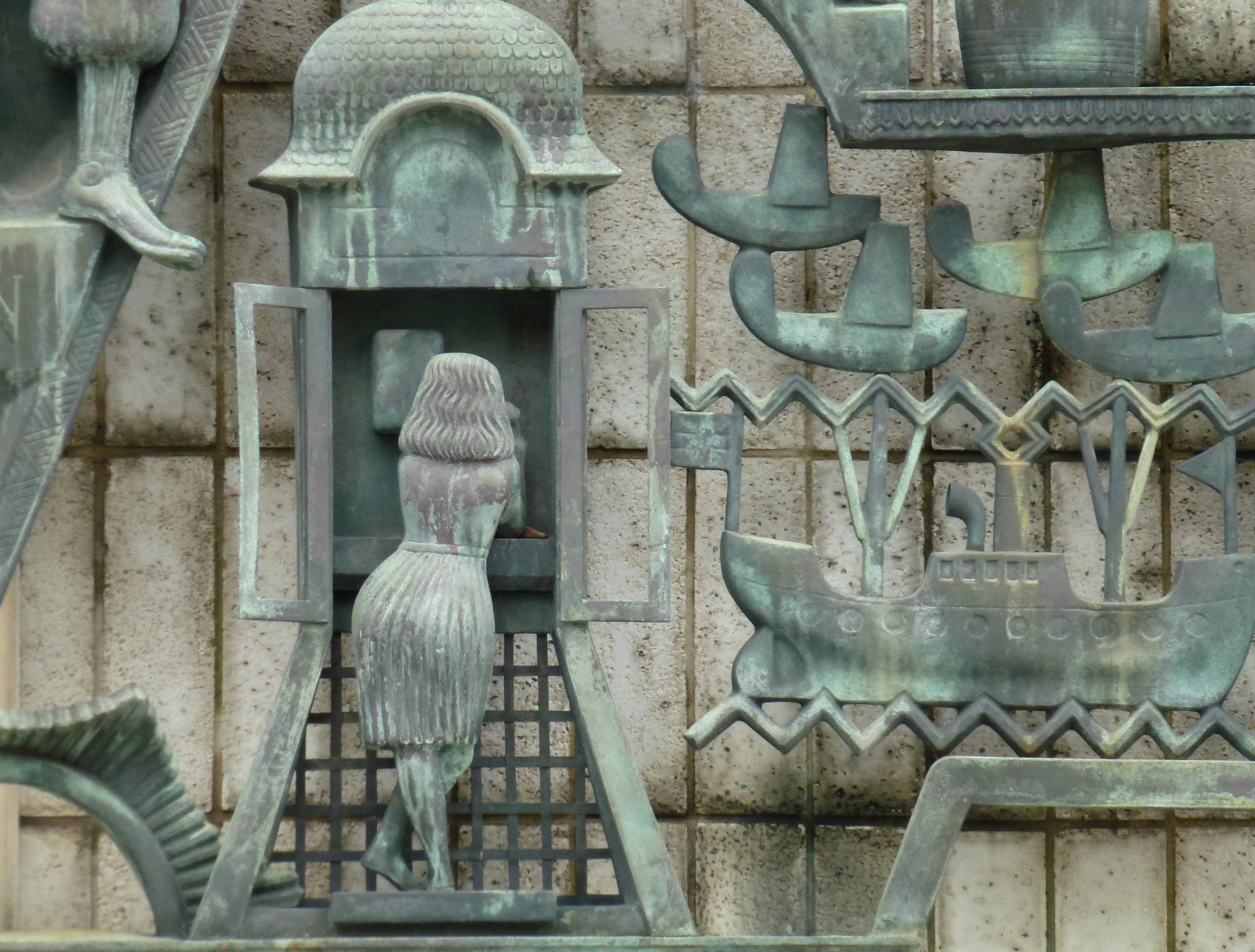
Kvinna och telefon
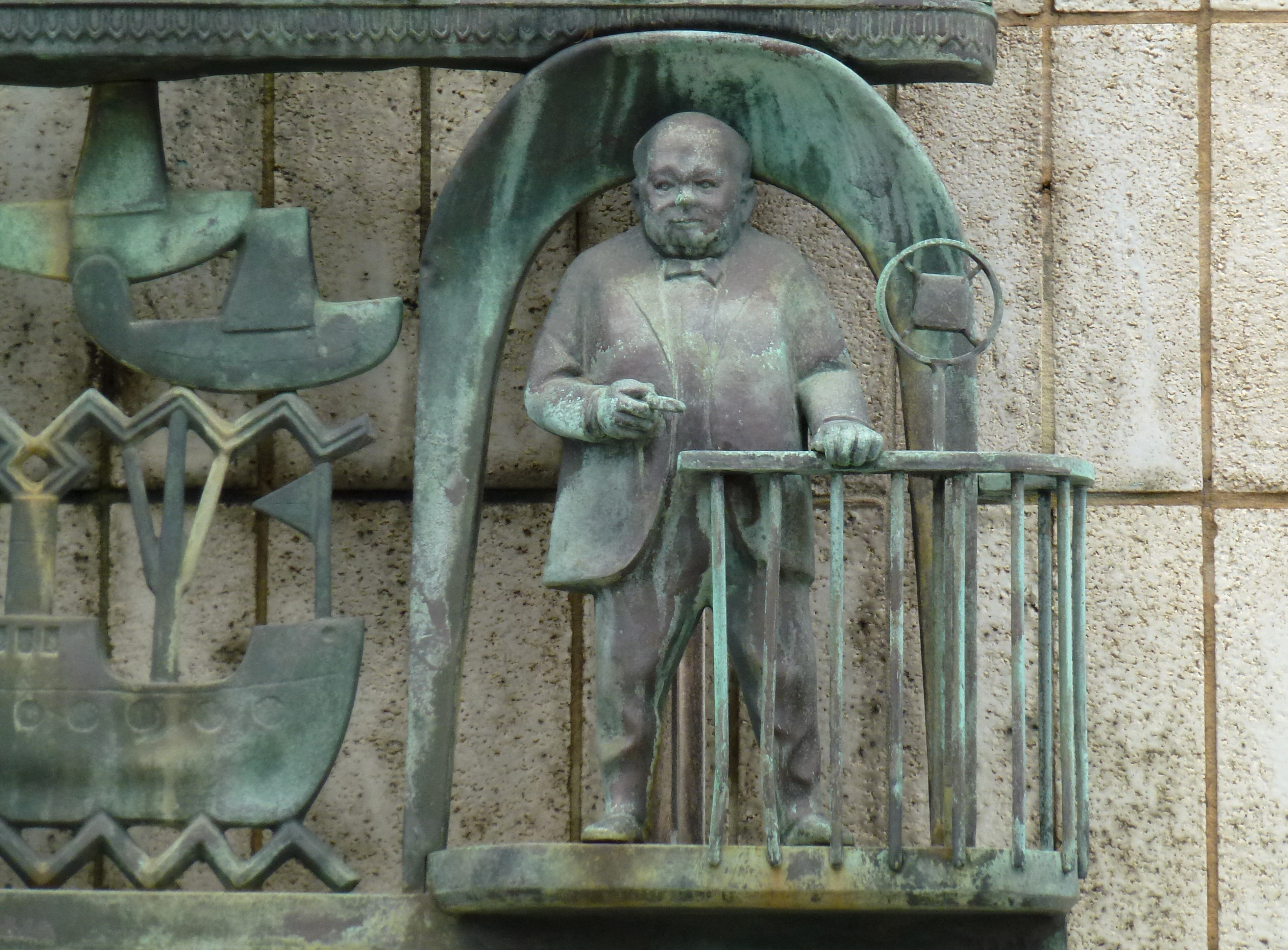
Tingsten eller Churchill?
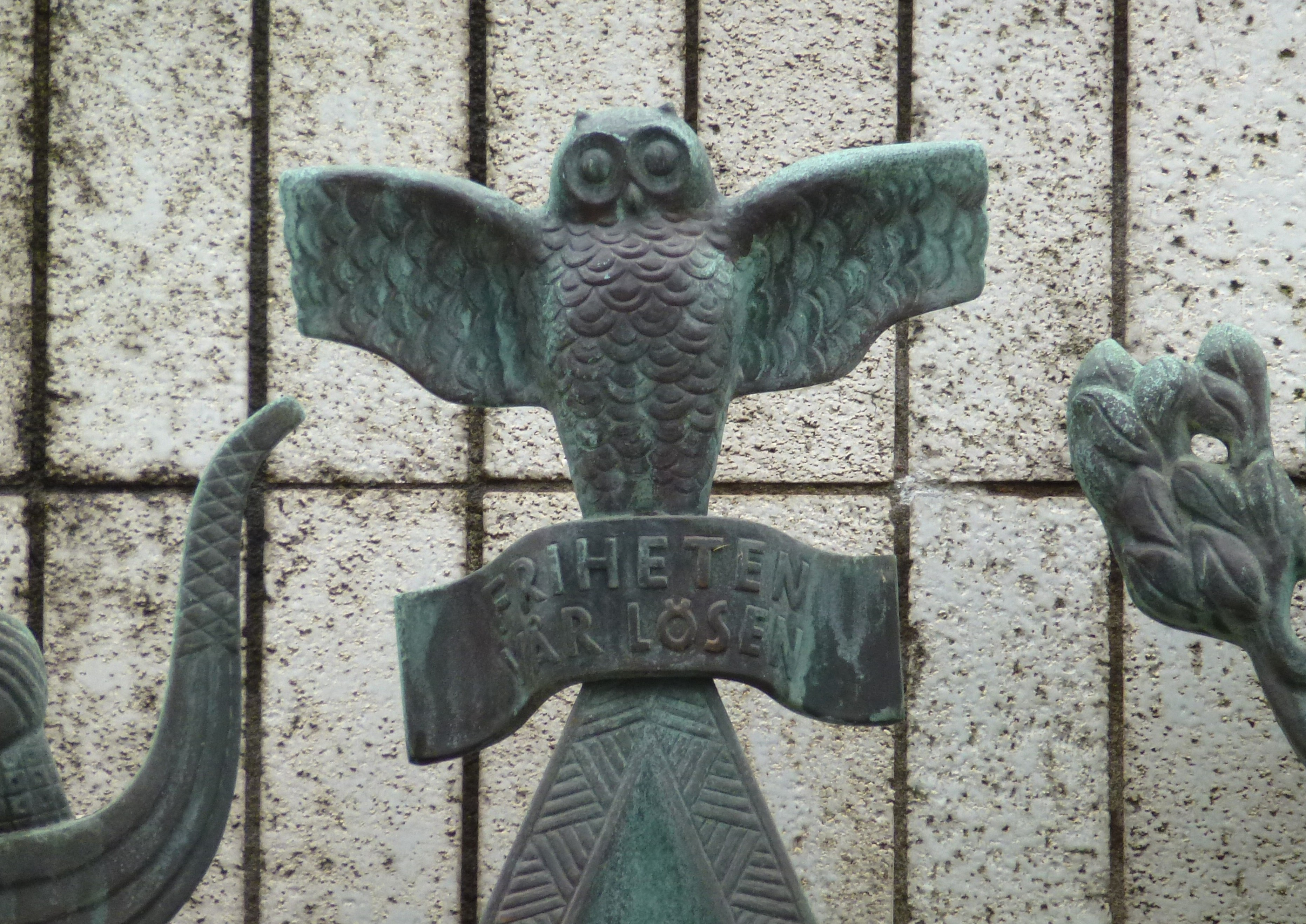
Ugglan